# Enrique Forero
Enrique Forero González (Bogotá, 7 de diciembre de 1942 – Bogotá, 5 de septiembre de 2023) fue un botánico taxónomo y profesor colombiano, especializado en las familias de las fabáceas y las connaráceas. 

## Biografía
Forero accedió a profesor titular, en 1986, del Instituto de Ciencias Naturales de la Universidad Nacional de Colombia. En 1965, obtuvo la licenciatura en Biología-botánica por la Universidad Nacional de Colombia, y en 1996, recibió su Doctorado por la Universidad de la Ciudad de Nueva York, trabajando en el Jardín Botánico de Nueva York.
Falleció en Bogotá, el 5 de septiembre de 2023.

## Algunas publicaciones

### Libros
- enrique Forero. 2009. Estudios en leguminosas colombianas II. Nº 21 de Biblioteca José Jerónimo Triana. Ed. Instituto de Ciencias Naturales, Universidad Nacional de Colombia, 419 pp. ISBN 9587192427, ISBN 9789587192421

- dennis w. Stevenson, rodrigo Bernal, enrique Forero. 2001a. Orden Cycadales, v. 21 de Flora de Colombia. Editor Univ. Nacional de Colombia, 92 pp.

- ghilleant t. Prance, rodrigo Bernal, enrique Forero. 2001b. Chrysobalanaceae, v. 19 de Flora de Colombia. Editor Univ. Nacional de Colombia, 292 pp.

- --------------------------, --------------------, ---------------------. 2001c. Dichapetalaceae, v. 20 de Flora de Colombia. Editor	Univ. Nacional de Colombia, 62 pp.

## Honores

### Membresías
- Miembro de Honorario de la Academia Colombiana de Ciencias Exactas, Físicas y Naturales, silla N.º 21. Fecha de posesión como miembro correspondiente: 28 de junio de 1986, como miembro de número: 27 de junio de 1997 y como miembro honorario 17 de agosto de 2022[2]

- 1986 fundó la Asociación Latinoamericana de Botánica (ALB), presidente en dos periodos: 1986-1990 y 1998-2002. Como tal, fue Pte. del IV y el VIII Congresos Latinoamericanos de Botánica (1986 y 2002)
- Miembro fundador y participó en el Comité Científico de la Red Latinoamericana de Botánica (RLB)

### Eponimia
- (Apocynaceae) Allomarkgrafia foreroi A.H.Gentry[3]

- (Bromeliaceae) Pitcairnia foreroi H.Luther & G.S.Varad.[4] (GCI)

- (Brunelliaceae) Brunellia foreroi C.I.Orozco[5]

- (Connaraceae) Rourea foreroi Aymard & P.E.Berry[6]

- (Dichapetalaceae) Dichapetalum foreroi Prance[7]

- (Fabaceae) Zygia foreroi (C.Barbosa) L.Rico[8]

- (Melastomataceae) Clidemia foreroi Wurdack[9]

- (Mimosaceae) Stryphnodendron foreroi E.M.O.Martins[10]

- (Orchidaceae) Lepanthes foreroi P.Ortiz, O.Pérez & E.Parra[11]

- La abreviatura «Forero» se emplea para indicar a Enrique Forero como autoridad en la descripción y clasificación científica de los vegetales.[12]